# Albert Toft

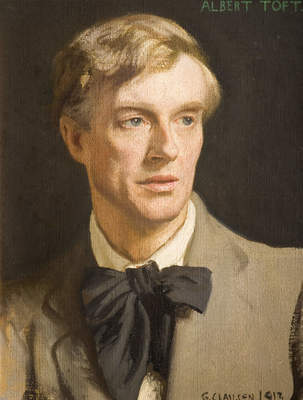
George Clausen: Portrait of Albert Toft. Birmingham Museums Trust

Albert Toft (* 3. Juni 1862 in Handsworth, Staffordshire, England; † 18. Dezember 1949 in Worthing, Sussex) war ein britischer Bildhauer, der vor allem für seine idealisierten Skulpturen und Denkmäler im öffentlichen Raum bekannt war.

## Leben

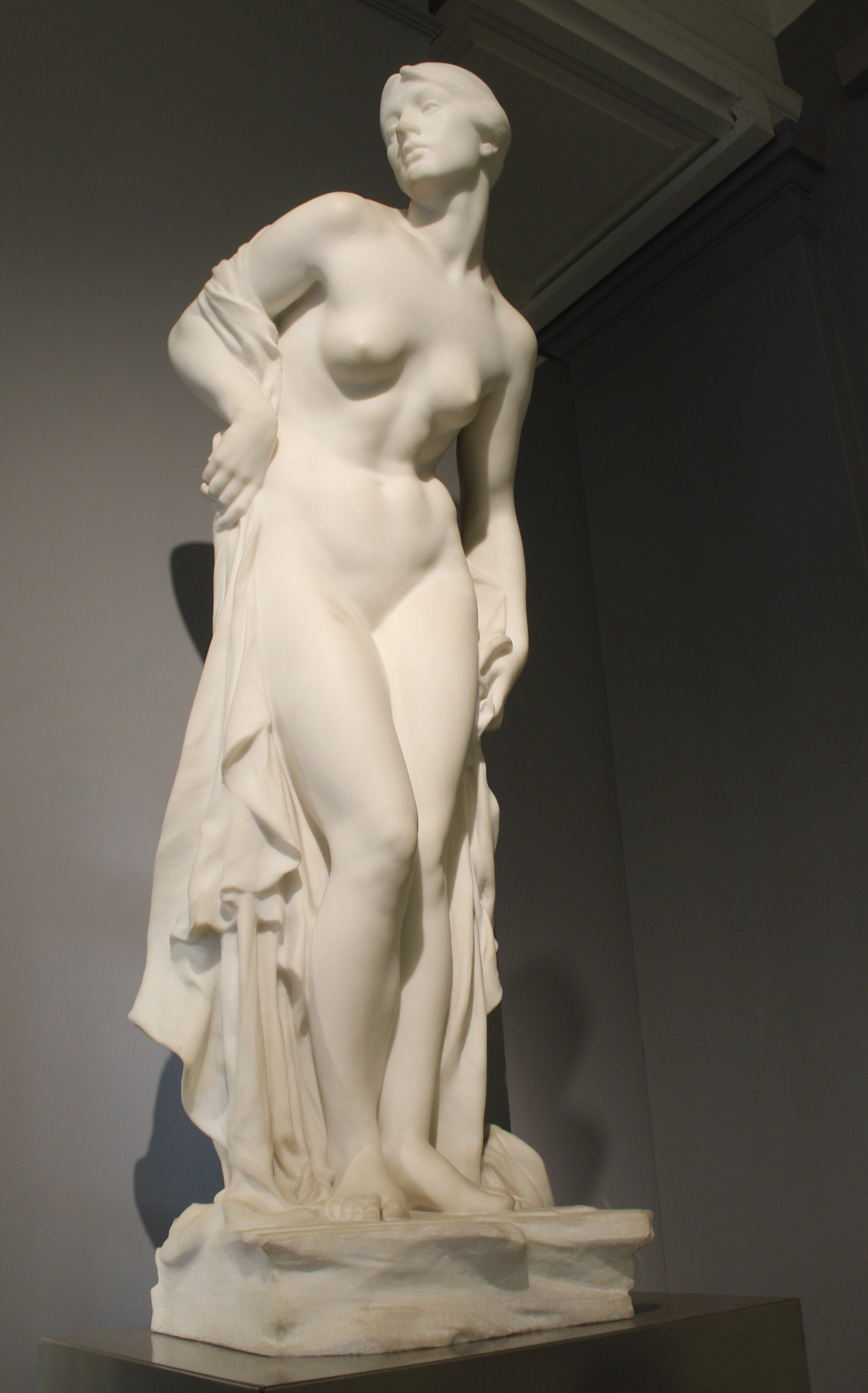
Die Badende von Albert Toft, Marmor, 1915, im Victoria and Albert Museum in London als Leihgabe der Tate Gallery

Albert Toft wurde 1862 in Handsworth, Staffordshire, geboren. Sein Vater, Charles Toft, war ein angesehener Modellierer bei Wedgwood und sein Bruder Joseph Alfonso Toft war Landschaftsmaler. Albert Toft begann seine Ausbildung als Modellierer bei Wedgwood und besuchte Abendkurse an Kunstschulen in Hanley und Newcastle-under-Lyme. Im Jahr 1881 erhielt er ein Stipendium für die National Art Training School in South Kensington (später Royal College of Art), wo er unter Édouard Lantéri studierte und in seinem zweiten und dritten Jahr Silbermedaillen gewann. Ab 1885 stellte Albert Toft regelmäßig in der Royal Academy aus. 1891 wurde er Mitglied der Art Workers’ Guild und 1938 zum Fellow der Royal Society of British Sculptors gewählt. Er war zweimal verheiratet und hatte insgesamt sechs Kinder. Toft starb am 18. Dezember 1949 in Worthing, Sussex.

## Werk
Albert Toft war ein führender Vertreter der New-Sculpture-Bewegung, die sich durch eine realistischere und dynamischere Darstellung auszeichnete. Er selbst bezeichnete seine Arbeit als idealistisch, betonte jedoch, dass man zuerst Realist sein müsse, um Idealist zu werden.
Zu seinen bedeutendsten Werken gehören:
- Fate-Led (1890) ist eine lebensgroße Statue, die in der Walker Art Gallery in Liverpool ausgestellt ist.
- The Serene and Yellow Leaf (1892), eine Porträtbüste, die in der Royal Academy ausgestellt wurde.
- Spring (1897), eine Bronzestatue, die sich im Birmingham Museum and Art Gallery befindet.
- The Spirit of Contemplation (1901), eine Bronzestatue, die in der Laing Art Gallery in Newcastle upon Tyne ausgestellt ist.
- The Bather (1915), eine Skulptur, die von der Royal Academy mit dem Chantrey Fund erworben wurde.

Albert Toft war auch für seine öffentlichen Denkmäler bekannt, darunter:
- Mahnmal des südafrikanischen Burenkriegs (1909) für die im Zweiten Burenkrieg gefallenen walisischen Soldaten.
- König-Edward-VII.-Denkmal in Birmingham (1913): eine Statue aus Carrara-Marmor, die ursprünglich im Highgate Park stand und später nach Centenary Square verlegt wurde.
- Die Hall of Memory in Birmingham (1925) besteht aus vier Bronzestatuen, die die Armee, die Marine, die Luftwaffe und die Frauenhilfsdienste darstellen.
- Thornton-Cleveleys-Kriegsdenkmal (1923) für die im Ersten und Zweiten Weltkrieg gefallenen Soldaten.

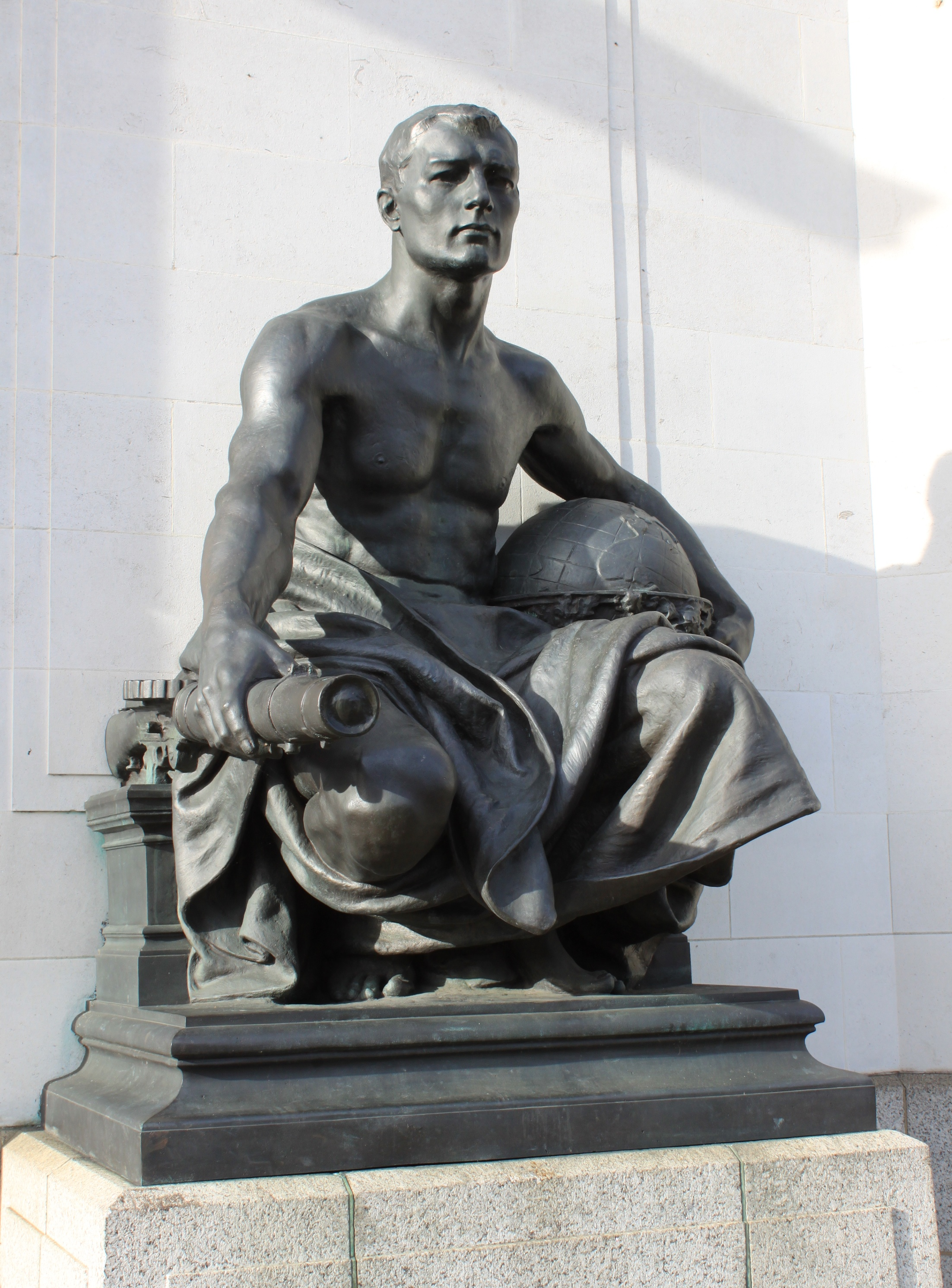
Albert Toft, Skulptur an der Hall of Memory, Birmingham

Neben seinen Skulpturen veröffentlichte Albert Toft 1911 das Buch Modelling and Sculpture, das 1949 neu aufgelegt wurde und als Handbuch für Bildhauerschüler diente.